# Parathectis farinata
Parathectis farinata är en fjärilsart som beskrevs av Edward Meyrick 1913. Parathectis farinata ingår i släktet Parathectis och familjen stävmalar. Inga underarter finns listade i Catalogue of Life.